# Saint-Amand-sur-Sèvre
Pour les articles homonymes, voir Saint-Amand et Sèvre.
Saint-Amand-sur-Sèvre est une commune du centre-ouest de la France, située dans le département des Deux-Sèvres en région de Nouvelle-Aquitaine.

## Géographie

### Localisation
La commune se trouve dans le Bocage vendéen, à la limite du département de la Vendée, sur la rive droite de la Sèvre nantaise, dans un triangle entre Les Herbiers (85), Cholet (49) et Bressuire (79), à peu près à mi-chemin entre Mauléon et la nouvelle commune de Sèvremont (85). Située à l'écart des grandes voies de communication et hors des zones d'attraction des villes, elle conserve une forte identité ancrée dans l'histoire, une vie culturelle propre et des services de proximité.
| Treize-Vents (Vendée) | Mauléon               |                     |
|                       | Saint-Amand-sur-Sèvre | La Petite-Boissière |
| Sèvremont (Vendée)    |                       | Montravers          |

### Climat
Pour des articles plus généraux, voir Climat de la Nouvelle-Aquitaine et Climat des Deux-Sèvres.
La commune est exposée à un climat océanique du nord-ouest.  
En 2020, Météo-France publie une typologie des climats de la France métropolitaine dans laquelle (elle) est dans la région climatique « Bretagne orientale et méridionale, Pays nantais, Vendée » et « Moyenne vallée de la Loire »0.
Pour la période 1971-2000, la température annuelle moyenne est de 11,4 °C, avec une amplitude thermique annuelle de 14,3 °C. Le cumul annuel moyen de précipitations est de 870 mm, avec 12,7 jours de précipitations en janvier et 6,8 jours en juillet. Pour la période 1991-2020, la température moyenne annuelle observée sur la station météorologique la plus proche, située sur la commune de Nueil-les-Aubiers à 17 km à vol d'oiseau, est de 12,0 °C et le cumul annuel moyen de précipitations est de 812,2 mm,. Pour l'avenir, les paramètres climatiques de la commune estimés pour 2050 selon différents scénarios d’émission de gaz à effet de serre sont consultables sur un site dédié publié par Météo-France en novembre 2022.

## Urbanisme

### Typologie
Au 1er janvier 2024, Saint-Amand-sur-Sèvre est catégorisée bourg rural, selon la nouvelle grille communale de densité à sept niveaux définie par l'Insee en 2022.
Elle est située hors unité urbaine et hors attraction des villes,.

### Occupation des sols
L'occupation des sols de la commune, telle qu'elle ressort de la base de données européenne d’occupation biophysique des sols Corine Land Cover (CLC), est marquée par l'importance des territoires agricoles (97,9 % en 2018), une proportion sensiblement équivalente à celle de 1990 (98,3 %). La répartition détaillée en 2018 est la suivante : 
terres arables (45 %), prairies (31 %), zones agricoles hétérogènes (21,9 %), zones urbanisées (2,1 %). L'évolution de l’occupation des sols de la commune et de ses infrastructures peut être observée sur les différentes représentations cartographiques du territoire : la carte de Cassini (XVIIIe siècle), la carte d'état-major (1820-1866) et les cartes ou photos aériennes de l'IGN pour la période actuelle (1950 à aujourd'hui).

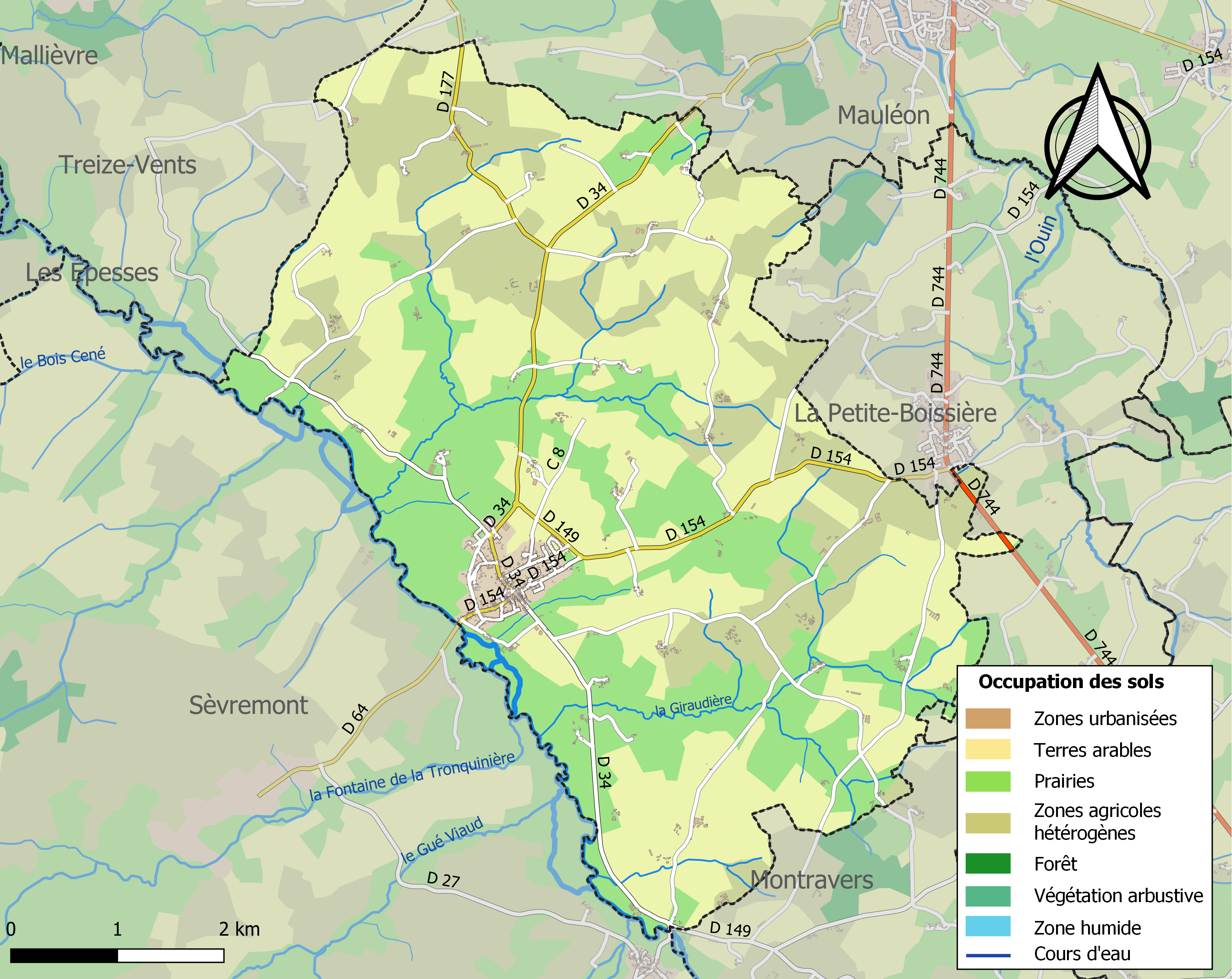
Carte des infrastructures et de l'occupation des sols de la commune en 2018 (CLC).

### Risques majeurs
Le territoire de la commune de Saint-Amand-sur-Sèvre est vulnérable à différents aléas naturels : météorologiques (tempête, orage, neige, grand froid, canicule ou sécheresse), inondations, mouvements de terrains et séisme (sismicité modérée). Il est également exposé à un risque technologique,  le transport de matières dangereuses, et à deux risques particuliers : le risque minier et le risque de radon. Un site publié par le BRGM permet d'évaluer simplement et rapidement les risques d'un bien localisé soit par son adresse soit par le numéro de sa parcelle.

#### Risques naturels
Certaines parties du territoire communal sont susceptibles d’être affectées par le risque d’inondation par débordement de cours d'eau, notamment la Sèvre Nantaise. La commune a été reconnue en état de catastrophe naturelle au titre des dommages causés par les inondations et coulées de boue survenues en 1983, 1984 et 2010,.

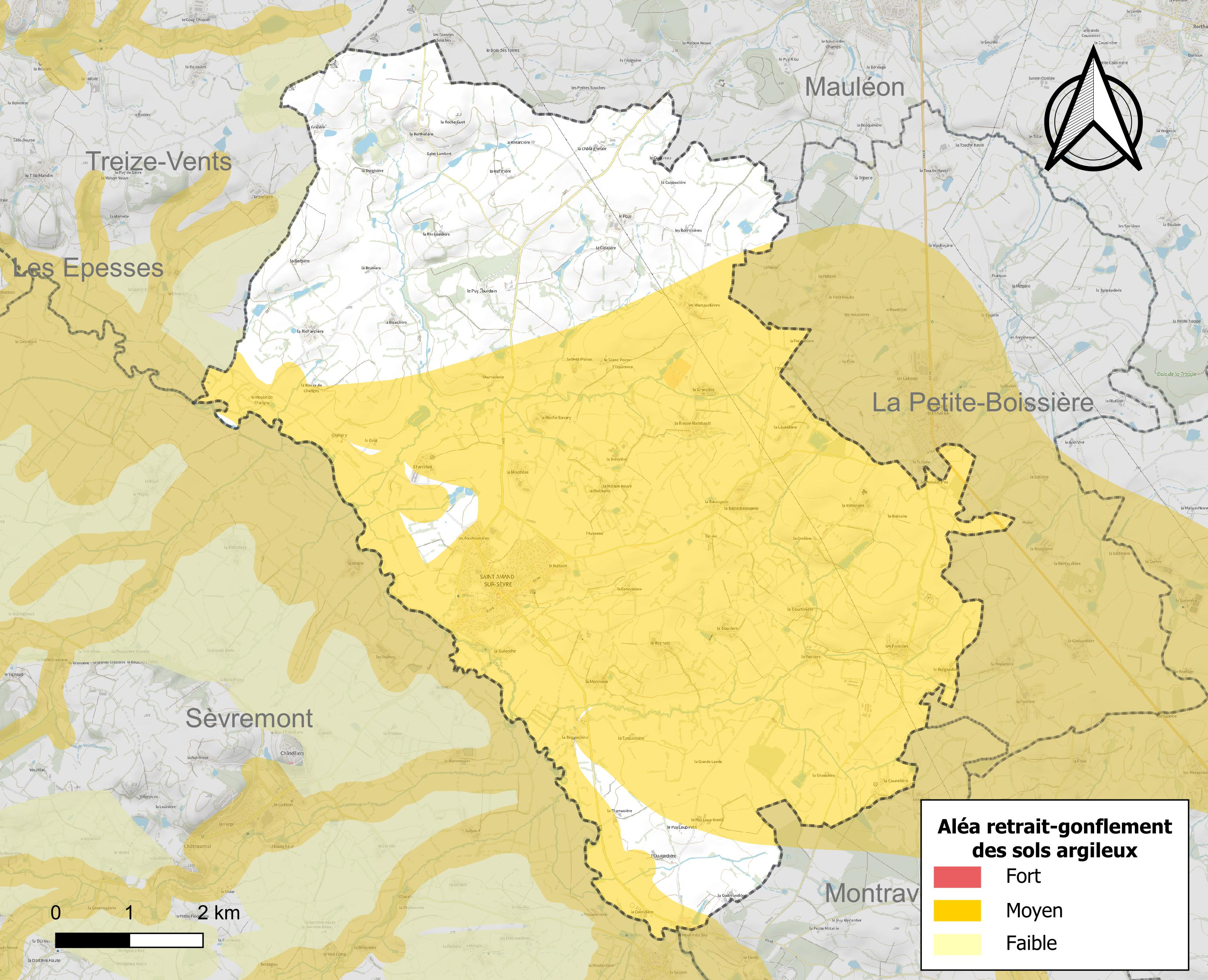
Carte des zones d'aléa retrait-gonflement des sols argileux de Saint-Amand-sur-Sèvre.

Les mouvements de terrains susceptibles de se produire sur la commune sont des tassements différentiels. Le retrait-gonflement des sols argileux est susceptible d'engendrer des dommages importants aux bâtiments en cas d’alternance de périodes de sécheresse et de pluie. 65,8 % de la superficie communale est en aléa moyen ou fort (54,9 % au niveau départemental et 48,5 % au niveau national). Depuis le 1er octobre 2020, en application de la loi ELAN, différentes contraintes s'imposent aux vendeurs, maîtres d'ouvrages ou constructeurs de biens situés dans une zone classée en aléa moyen ou fort,.
La commune a été reconnue en état de catastrophe naturelle au titre des dommages causés par des mouvements de terrain en 2010.

#### Risques particuliers
Un site de l'ancienne concession minière de Mallièvre est situé sur la commune. Ce gisement a produit 5 000 tonnes d'uranium de 1958 à 1990. La commune est dès lors concernée par le risque minier, principalement lié à l’évolution des cavités souterraines laissées à l’abandon et sans entretien après l’exploitation de ces mines.
Dans plusieurs parties du territoire national, le radon, accumulé dans certains logements ou autres locaux, peut constituer une source significative d’exposition de la population aux rayonnements ionisants. Selon la classification de 2018, la commune de Saint-Amand-sur-Sèvre est classée en zone 3, à savoir zone à potentiel radon significatif.

## Histoire
Située au cœur de la Vendée militaire, la commune participa à toutes les grandes batailles des guerres de Vendée.
Au début de la guerre, en 1940, Saint-Amand-sur Sèvre accueille la population de Joigny-sur-Meuse dans les Ardennes déplacée pour des raisons de sécurité. Les "réfugiés" ont été répartis dans les différentes familles qui disposaient d'une chambre ou d'une dépendance libre. Ils ont participé à la vie de la commune et de la paroisse. Leur souvenir est gardé dans l'église par la dédicace d'un vitrail qu'ils ont contribué à financer par leurs dons; c'est l'oeuvre en cette année 1940 du cartonnier Charles Plessard et du maître-verrier Francis Chigot à Limoges.
Le 1er janvier 1973, Saint-Amand-sur-Sèvre fusionne pour un temps avec la commune de Mauléon. Son maire, Roger Grassin devient maire délégué, mais le 1er janvier 1992, la commune redevient indépendante.

## Politique et administration

### Liste des maires
| Période   | Période  | Identité        | Étiquette | Qualité                        |
| --------- | -------- | --------------- | --------- | ------------------------------ |
| mars 2001 | mai 2020 | Claude Papin    |           |                                |
| mai 2020  | En cours | Sylvie Bazantay |           | Assistante ressources humaines |

### Politique environnementale
Dans son palmarès 2024, le Conseil national de villes et villages fleuris de France a attribué deux fleurs à la commune.

## Population et société

### Démographie

#### Évolution démographique
L'évolution du nombre d'habitants est connue à travers les recensements de la population effectués dans la commune depuis 1793. Pour les communes de moins de 10 000 habitants, une enquête de recensement portant sur toute la population est réalisée tous les cinq ans, les populations de référence des années intermédiaires étant quant à elles estimées par interpolation ou extrapolation. Pour la commune, le premier recensement exhaustif entrant dans le cadre du nouveau dispositif a été réalisé en 2005.

En 2022, la commune comptait 1 421 habitants, en évolution de +1,57 % par rapport à 2016 (Deux-Sèvres : +0,18 %, France hors Mayotte : +2,11 %).
| 1793  | 1800 | 1806  | 1821  | 1831  | 1836  | 1841  | 1846  | 1851  |
| ----- | ---- | ----- | ----- | ----- | ----- | ----- | ----- | ----- |
| 1 253 | 767  | 1 066 | 1 409 | 1 470 | 1 442 | 1 491 | 1 548 | 1 625 |

| 1856  | 1861  | 1866  | 1872  | 1876  | 1881  | 1886  | 1891  | 1896  |
| ----- | ----- | ----- | ----- | ----- | ----- | ----- | ----- | ----- |
| 1 683 | 1 708 | 1 770 | 1 790 | 1 902 | 1 968 | 1 992 | 2 025 | 1 977 |

| 1901  | 1906  | 1911  | 1921  | 1926  | 1931  | 1936  | 1946  | 1954  |
| ----- | ----- | ----- | ----- | ----- | ----- | ----- | ----- | ----- |
| 1 909 | 1 878 | 1 770 | 1 648 | 1 638 | 1 520 | 1 517 | 1 503 | 1 429 |

| 1962  | 1968  | 1999  | 2005  | 2006  | 2010  | 2015  | 2020  | 2022  |
| ----- | ----- | ----- | ----- | ----- | ----- | ----- | ----- | ----- |
| 1 380 | 1 281 | 1 229 | 1 241 | 1 255 | 1 287 | 1 386 | 1 408 | 1 421 |

#### Pyramide des âges
La population de la commune est relativement jeune. En 2018, le taux de personnes d'un âge inférieur à 30 ans s'élève à 35,0 %, soit un taux supérieur à la moyenne départementale (31,9 %). À l'inverse, le taux de personnes d'un âge supérieur à 60 ans (27,4 %) est inférieur au taux départemental (30,0 %).
En 2018, la commune comptait 735 hommes pour 673 femmes, soit un taux de 52,2 % d'hommes, supérieur au taux départemental (48,95 %).
Les pyramides des âges de la commune et du département s'établissent comme suit :
| Hommes | Classe d’âge | Femmes |
| ------ | ------------ | ------ |
| 0,3    | 90 ou +      | 1,0    |
| 6,3    | 75-89 ans    | 8,2    |
| 19,6   | 60-74 ans    | 19,6   |
| 18,1   | 45-59 ans    | 18,4   |
| 20,0   | 30-44 ans    | 18,4   |
| 14,7   | 15-29 ans    | 12,9   |
| 21,1   | 0-14 ans     | 21,4   |

| Hommes | Classe d’âge | Femmes |
| ------ | ------------ | ------ |
| 1,1    | 90 ou +      | 2,5    |
| 8,6    | 75-89 ans    | 11,1   |
| 18,8   | 60-74 ans    | 19,5   |
| 20,9   | 45-59 ans    | 20,4   |
| 17,3   | 30-44 ans    | 17     |
| 15,6   | 15-29 ans    | 13,3   |
| 17,7   | 0-14 ans     | 16,2   |

## Culture locale et patrimoine

### Lieux et monuments
- Le château et moulin de la Guierche sur la Sèvre nantaise, fief mouvant de la baronnie de Châteaumur (85), ruiné pendant les Guerres de Vendée, probablement lors du passage de la Colonne infernale Boucret en janvier 1794.
- l'église de Saint-Amand-sur-Sèvre de style roman, XIIe siècle (clocher carré, transept, éléments de la première travée de la nef dont la "petite porte" au Nord pour l'entrée des fidèles dans la priorale) ,      et de style gothique (chevet plat à grande verrière flamboyante de la seconde moitié du XVe siècle (des pierres de réemploi proviennent de l'ancien église romane) ; chœur, nef à voutes angevines (y compris agrandissement du XIX s. bien intégré); grand portail occidental. Le passage d'un chevet à abside à un chevet plat avec un agrandissement considérable du chœur semble correspondre à l'évolution de la fonction de l'église anciennement priorale servant une communauté de moniale qui devient paroissiale devant accueillir un plus grand nombre de fidèles. Le prieuré semble avoir disparu à cette époque. La rue dont le tracé, modifié lors de l'agrandissement de l'église au XIXe s., évoque  le cardo maximus de la fondation de Saint-Amand, s'appelle "rue du prieuré".

Située rue Grignon de Montfort, c'est une ancienne priorale de religieuses (on peut voir à l'extérieur dans la première travée de la nef les restes murés de la porte qui permettait aux moniales de passer du cloitre (situé dans l'actuelle place de la mairie et à l'emplacement de la mairie) au sanctuaire pour les offices. 
A l'intérieur, on peut voir un retable de la Vierge classé (XVIIIe siècle) de style classique d'inspiration montfortaine (probablement chapelle de la Confrérie du rosaire fondée au XVIIIe s. par les missionnaires montfortains et mentionnée dans les visites épiscopales). Face à ce retable se trouvait une statue en bois, une des premières représentations du Père de Montfort au XVIII s., classée en dépôt au musée du BRAHM à Mauléon ; selon la tradition locale, la scène revêtait un :[Quoi ?]<. En effet, la Vierge Marie serait apparue au Père de Montfort dans l'église de Saint-Amand lors de sa mission de 1715 (le vitrail du XIX s., côté Nord dans le chœur représente la scène) et la statue installée en face du retable de la Vierge serait ainsi une mise en scène de l'événement, le Père de Montfort contemplant la magnificence de la Vierge. -- suite manquante -->
L'édifice a été inscrit au titre des Monuments historiques en 1926.
- La coulée verte ;
- La monumentale statue de Notre-Dame-des-Champs à l'entrée du pont sur la Sèvre nantaise est censée commémorer le "miracle de la voix" accompli par le Père de Montfort qui lui a permis de se faire entendre clairement depuis l'autre côté de la Sèvre (aujourd'hui dans le Département de la Vendée) des foules considérables qui s'amassaient jusqu'au bourg. Une pierre marque depuis le XVIIIe s. dans le "Baillarges"  sur le côté du Département de la Vendée, l'emplacement où se tint le Père de Montfort. De grandes processions y conduisaient les fidèles spécialement au 15 août jusqu'à la fin des années 1960. Mais en 1938, une protestation, dit-on (aucun document d'archive retrouvé ne l'atteste),  de Mgr Cazeaux, évêque de Luçon en Vendée, se serait irrité que la paroisse de Saint-Amand dont le siège est dans l'évêché de Poitiers sur la rive droite de la Sèvre, se permettait d'officier sur le territoire relevant de son autorité canonique en Vendée. Cela a conduit la paroisse de Saint-Amand à construire en Deux-Sèvres un monument alternatif en Deux-Sèvres. Cependant, le terrain des Baillarges appartient légalement au vieux habitants du bourgs à la suite d'une donation que le seigneur de la Guierche leur avait faite au Moyen Age (ils continuent aujourd'hui à payer des taxes foncières en Vendée); un évêque, fût-il celui de Luçon, ne pouvait leur interdire d'aller prier, fût-ce en procession publique sur un terrain leur appartenant. L'affaire fut tranchée ainsi : les pêches ne seraient plus prononcés là où se tint le Père de Montfort dans les Baillarges, mais au nouveau monument sur la rive deux-sèvrienne de la Sèvre, libre à la procession ensuite, mais à titre privé, d'aller en pèlerinage honorer la "pierre du Père de Montfort" en Vendée. Aujourd'hui, la pierre du Père de Montfort semble oubliée dans la commune vendéenne de Sèvremont, recouverte par les ronces, en attendant qu'un tracteur agricole ne la détruise pour la commodité de son passage.
- la base de canoë-kayak ;
- le Puy-Jourdain.

### Personnalité(s) liée(s) à la commune
Louis-Marie Grignion de Montfort.